# Charles Gillispie
Pour les articles homonymes, voir Gillespie.
Charles Coulston Gillispie (6 août 1918 - 6 octobre 2015) est un historien des sciences américain, professeur émérite à l'université de Princeton.

## Formation et carrière
Fils de Raymond Livingston Gillispie et Virginia Coulston, Gillispie grandit à Bethlehem en Pennsylvanie. Il étudie à l'université Wesleyenne, d'où il est diplômé en 1940 avec une majeure en chimie. Il sert dans l'armée américaine durant la Seconde Guerre mondiale.
Il obtient son doctorat à l'université Harvard en 1949, et rejoint le département d'histoire des sciences à l'université de Princeton au début des années 1960, où il fonde le programme en histoire des sciences. Il a été président de la History of Science Society en 1965-1966.
Il dirige le conseil éditorial du Dictionary of Scientific Biography, ce qui lui a valu la médaille Dartmouth en 1981.
Il enseigne à l'université de Princeton, où il est instructeur en histoire de 1947 à 1950, professeur assistant d'histoire de 1950 à 1956, puis jusqu'en 1959 professeur associé d'histoire. De 1959 à 1987 il est professeur Dayton-Stockton d'histoire des sciences et il achève sa carrière professeur émérite.
Parallèlement, de 1980 à 1982 et de 1985 à 1987, il est directeur d’études associé à l'École des hautes études en sciences sociales à Paris.

## Travaux
Son domaine principal de recherche a été l'histoire de la science en France à la fin du XVIIIe siècle et sous l'Empire.

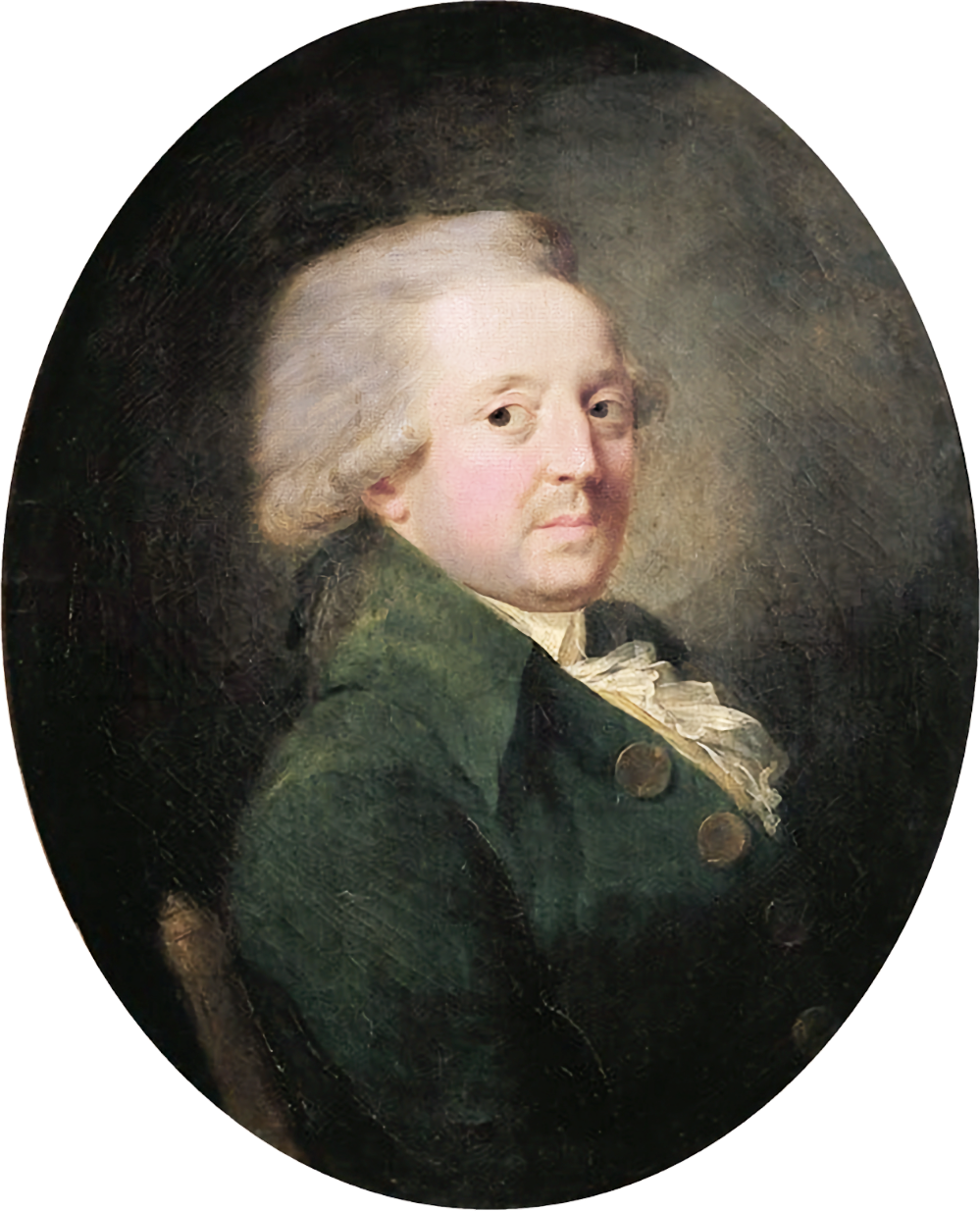
Nicolas de Condorcet (1743-1794), mathématicien, philosophe, homme politique et éditeur français.

Dans son livre Science and Polity in France at the End of the Old Regime paru en 1980, il s'intéresse aux interactions entre science et politique en France à la fin du XVIIIe siècle, une période où le monde de la science est dominé par les français. Les échanges entre sciences et politique, entre savoir et pouvoir à la veille de la Révolution française, ont influé sur la réforme de la gouvernance, la modernisation de l'économie et la professionnalisation de la science et de l'ingénierie.
« Même sans liens directs, science et politique s'entremêlent et se renforcent réciproquement sans qu'aucune ne soit réductible à l'autre. (...) pour autant, les intersections sont aussi des interactions et les savants sont des citoyens, partagés, souvent, engagés, mobilisés ou ralliés, suspects ou victimes parfois. Que la science ne soit pas directement touchée par le politique, cela est souvent vrai. Mais les fruits de la science sont aussi, parfois, les fruits d'événements politiques, comme le transformisme de Lamarck, né de l'abandon de ses travaux en botanique et de sa réorientation disciplinaire, lorsqu'il reçut une chaire de zoologie à la création du Muséum en 1793, ou comme la réorientation durable des travaux de Geoffroy Saint-Hilaire et de Berthollet pendant l'expédition d'Egypte ».
D'autres exemples de bénéfices réciproques entre politiques et scientifiques sont les mesures prises par Turgot pour réguler les épidémies humaines et rationaliser la manufacture de poudre, inspirées des travaux de Lavoisier et Condorcet contre l'épidémie de maladie bovine ; une institution telle que l'Académie des sciences a sponsorisé des prix pour des recherches pratiques comme la technologie du salpêtre ou l'ingénierie des canaux ; en retour des savants pouvaient obtenir des promotions.
Une suite est parue en 2004 sous le titre Science and Polity in France - The Revolutionary and Napoleonic Years, étendant ainsi son étude des institutions scientifiques, des personnalités, et des développements en France des années 1770 aux années 1820.

## Distinctions
- Bourse Guggenheim
- 1981 : Médaille Dartmouth (en) de l'American Library Association
- 1981 : Prix Pfizer de l’History of Science Society pour son livre Science and Polity in France at the End of the Old Regime[11]
- 1984 : Médaille George Sarton[12]
- 1986 : Médaille Alexandre-Koyré de l'Académie internationale d'histoire des sciences[13]
- 1997 : Prix Balzan

## Ouvrages
- Genesis and geology: a study in the relations of scientific thought, natural theology, and social opinion in Britain, 1790-1850, 1951
- The edge of objectivity: an essay in the history of scientific ideas, 1960
- Lazare Carnot savant, P.U.P. 1971 (trad. fcse. Vrin 1979)
- Science and polity in France at the end of the old regime, 1980. Lauréat du Pfizer Award en 1981.
- Science and polity in France: The Revolutionary and Napoleonic Years, 2004.
- The Montgolfier brothers and the invention of aviation, 1783-1784, 1983
- Pierre-Simon Laplace, 1749-1827: a life in exact science, 1997
- Essays and reviews in history and history of science, 2006